# Dante Vaglieri
Dante Vaglieri (* 31. Mai 1865 in Triest; † 14. Dezember 1913 in Ostia) war ein italienischer Archäologe und Epigraphiker.
Dante Vaglieri, im damals österreichischen Triest geboren, studierte zunächst ab 1883 Klassische Philologie und Archäologie an der Universität Wien bei Otto Hirschfeld und Eugen Bormann. Ab 1885 studierte er in Rom bei Ettore De Ruggiero, dessen Tochter er auch heiratete. 1887 erhielt er die Laurea, 1888 das Diplom in lateinischer Epigraphik und römischen Altertümern.
Im Jahr 1893 wurde er für lateinische Epigraphik an der Universität Rom habilitiert, an der ab 1903 als außerordentlicher Professor lehrte. Die Berufung als Ordinarius auf den Lehrstuhl erfolgte 1910.
Bereits 1892 war Vaglieri als Konservator in die Antikenverwaltung eingetreten und wurde 1897 zum Inspektor der Museen, Galerien und Ausgrabungen ernannt. 1901 vertrat er zudem Giuseppe Gatti in der Direktion des Museo Nazionale Romano, das er von 1903 bis 1906 als Direktor leitete. Schließlich wurde er 1906 zum Direktor der Ausgrabungen auf dem Palatin bestellt, eine Position, die er aufgrund einer erbitterten Auseinandersetzung mit Luigi Pigorini um den Befund der eisenzeitlichen Hütte bei den Scalae Caci, die sogenannte Casa Romuli, bereits 1907 aufgab, um die Ausgrabung in Ostia Antica zu übernehmen. 
Für die Ausgrabungen in Ostia gewann Vaglieri, außer seinen Assistenten Raffaele Finelli, den Architekten Italo Gismondi, der 1910 zur Ausgrabung stieß, und ab 1912 seinen Schüler Guido Calza als Inspektor. Unter der Leitung dieses Teams wurden bedeutende Bauwerke, Plätze und Straßen der Regionen I und II von Ostia Antica entlang des Decumanus freigelegt, unter anderem: das Theater und Teile der sich anschließenden Piazzale delle Corporazioni; die Domus di Apuleio und die Quattro Tempietti genannten Tempel republikanischer Zeit; die unter dem Namen Caserma dei Vigili bekannten Baracken der ostiensischen Feuerwehr, die Terme di Nettuno und die Via dei Vigili; den Piccolo Mercato mit den Mauerresten des Castrum. Zudem wurden große Teile der Nekropole an der Via Ostiensis untersucht. Zu den von Vaglieri etablierten Neuerungen des Ausgrabungswesens in Ostia gehörte die Einführung der Fotografie als Mittel der Dokumentation. Während der Ausgrabungen in Ostia starb er.
Dante Vaglieri war an der Herausgabe und Redaktion des von De Ruggiero initiierten Dizionario Epigrafico di Antichità Romane und der Zeitschrift La Cultura beteiligt. Für das Dizionario Epigrafico bearbeitete er zudem zahlreiche Einträge, unter denen der Artikel consules im 1900 erschienenen zweiten Band herausragte und als selbstständige Monographie mit dem Titel I consoli di Roma antica 1905 nachgedruckt wurde.
Seine Tochter Laura Veccia Vaglieri (1893–1989) wurde Orientalistin, seine Tochter Bianca heiratete 1918 den Archäologen Renato Bartoccini, der sein Studium bei Vaglieri begonnen hatte. Seine dritte Tochter Attilia Travaglio Vaglieri (1891–1969) gehörte zu den ersten Architektinnen Italiens.

## Veröffentlichungen (Auswahl)
- I consoli di Roma antica. Tipografia dell’Umbria, Spoleto 1905.
- A proposito degli scavi del Palatino. Reale Accademia dei Lincei, Rom 1908.
- Ostia. Cenni storici e guida. Loescher, Rom 1914 (Digitalisat).